# Ковачич, Кузьма
Кузьма Ковачич (хорв. Kuzma Kovačić; род. 1952, Хвар, Сплитско-Далматинская жупания) — хорватский скульптор и профессор.

## Биография
Ковачич родился 6 июня 1952 года на острове Хвар. Там он окончил гимназию. В 1976 году окончил Академию изящных искусств в Загребе и получил степень бакалавра в области скульптуры. Работает в Загребском университете. Профессор скульптуры в Академии изящных искусств Сплитского университета. На парламентских выборах 2011 года был включен в список кандидатов.

## Творчество
Кузьма Ковачич является автором алтаря в Хварском соборе, статуи папы Иоанна Павла II в Сельца на острове Брач, памятников Франье Туджмана в Шкабрне и Загребе, памятника Антону Михановичу в Гате возле Омиша, статуи Дивы Грабовчевой в Прозор-Раме, алтарный рельеф в церкви Пресвятой Богородицы Свободы в Загребе и многие другие. Ковачич — автор первых золотых и серебряных монет Республики Хорватия, разрабатывал также монеты хорватских кун (1, 2, 5, 10, 20, 50 июля и 1, 2, 5 и 25 кун). Работы скульптора неоднократно выставлялись в Хорватии и за границей.

## Награды
Кузьма Ковачич награжден тремя национальными наградами, которых удостоил президент Франье Туджман. Ковачич – глава филиала Хорватской академии наук и искусств в Хваре. С 2020 года он – действительный член Хорватской академии наук и искусств.
- 1991 год — Премия Владимира Назора
- 1995 год — Орден Даницы Хорватской[англ.] с лицом Марко Марулича
- 1999 год — Орден Хорватского переплетения[англ.]